# بلان (ورزنه)
بلان (ورزنه)، روستایی از توابع دهستان گاوخونی جنوبی بخش مرکزی شهرستان ورزنه در استان اصفهان ایران است.

## جمعیت
این روستا در دهستان گاوخونی جنوبی قرار دارد و براساس سرشماری مرکز آمار ایران در سال ۱۳۸۵، جمعیت آن ۳۱۱ نفر (۸۸خانوار) بوده‌است.